# Piz Vial

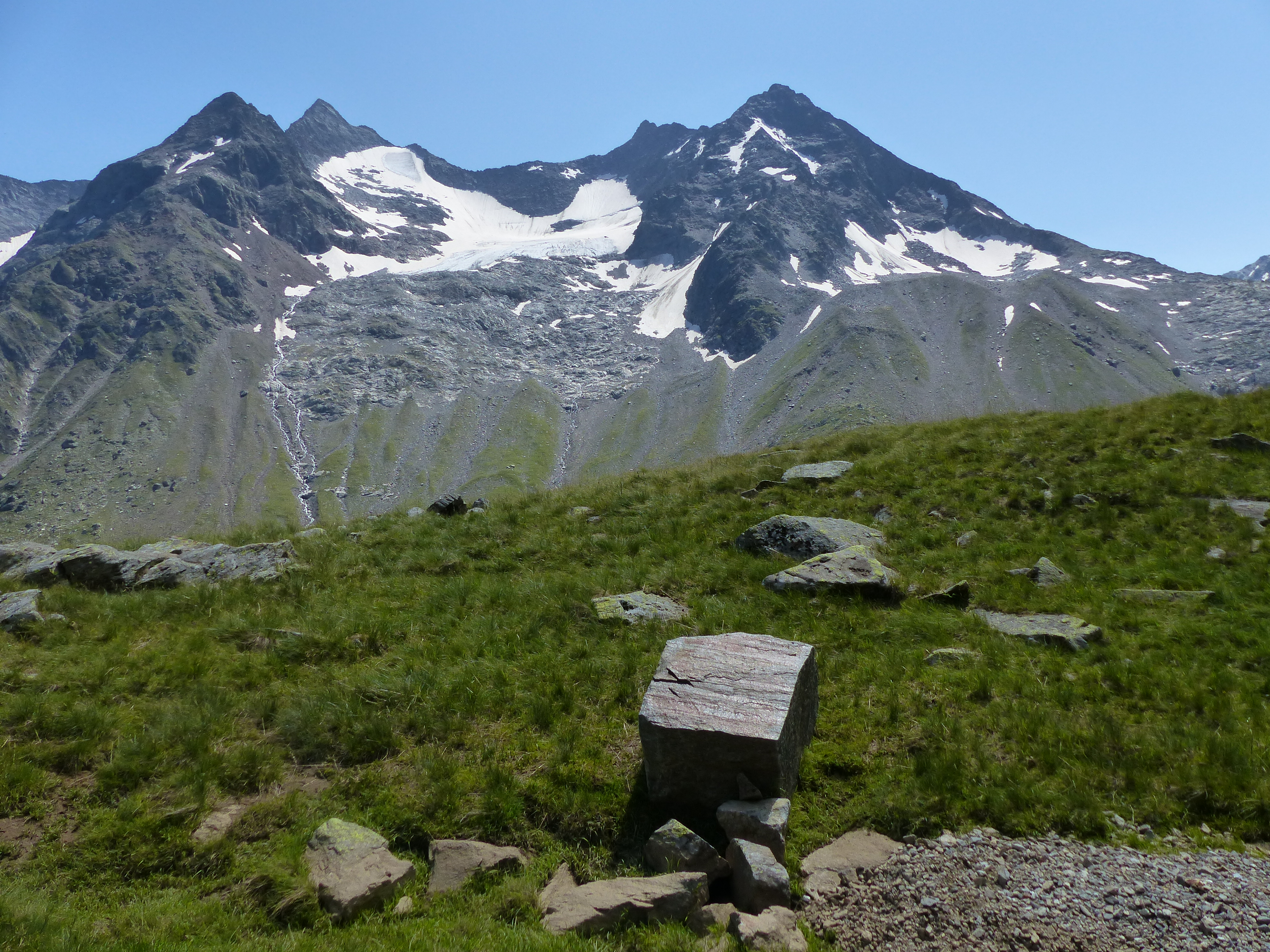
Blick über das Val Lavaz: Piz Vigliuts (links, vorne), Piz Vial (dahinter) und Piz Valdraus (rechts) über dem Glatscher da Valdraus

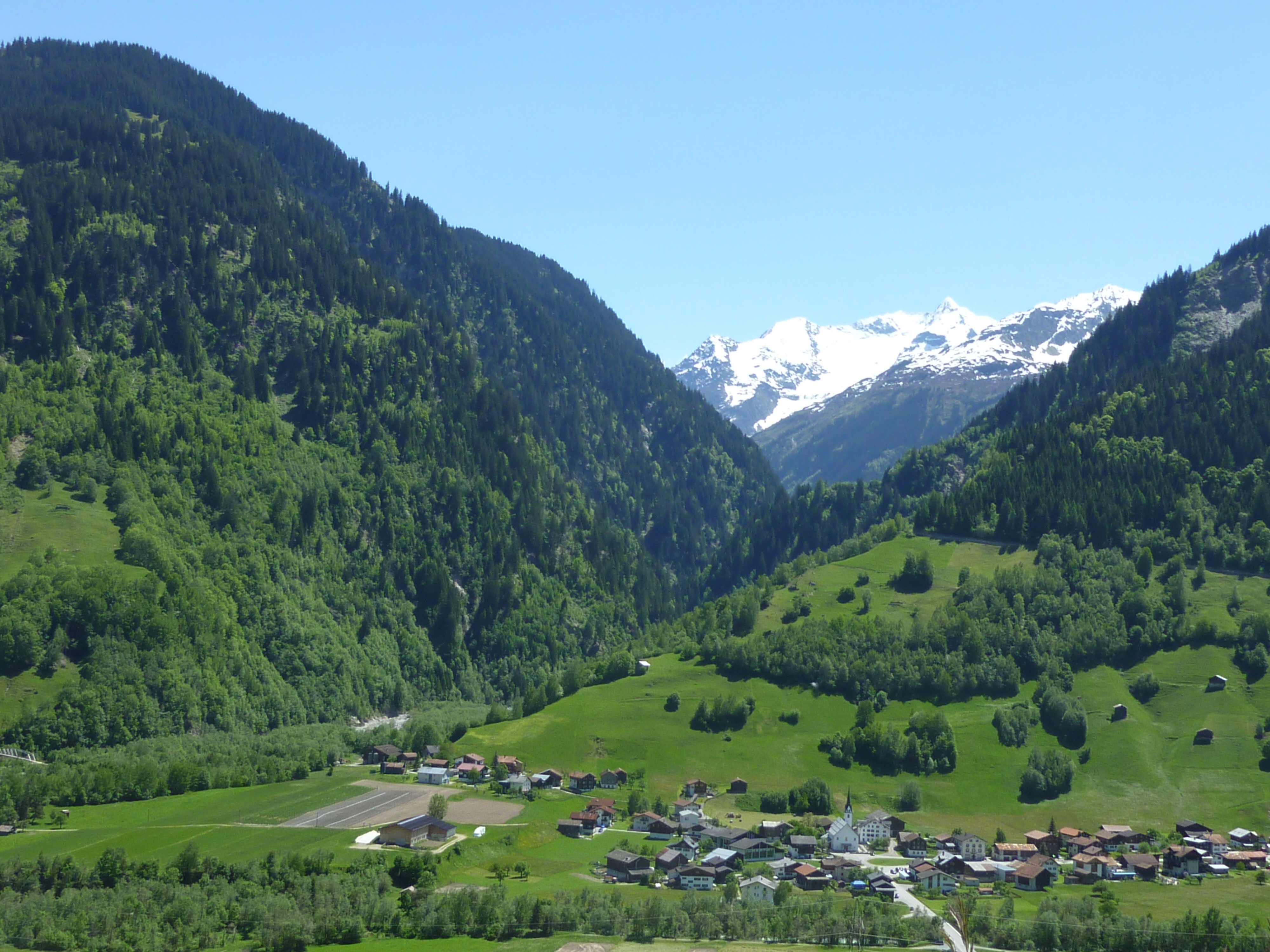
Val Sumvitg mit Piz Vial im Hintergrund

Der Piz Vial ist ein 3168 m ü. M. hoher Berg in den Schweizer Alpen im Kanton Graubünden.
Auf seinem Gipfel treffen die Grenzen der Gemeinden Medel (Lucmagn), Sumvitg und Lumnezia zusammen.
Am 27. Juli 1946 verunfallte der Posthalter von Dottikon mit seiner Frau beim Abstieg vom Piz Vial. Die Frau überlebte den Unfall nicht, beim Mann wurde während seines Spitalaufenthaltes festgestellt, dass er bei der Post mehr als 30'000 Franken unterschlagen hatte.

## Fussnoten
1. ↑  Unterschlagungen eines Posthalters. Neue Zürcher Zeitung, 29. August 1946 Ausgabe 3, S. 6.

Koordinaten: 46° 38′ N, 8° 58′ O; CH1903: 717192 / 165666